# 瘤突散囊菌
瘤突散囊菌（学名：Eurotium tuberculatum）是属于散囊菌目发菌科散囊菌属的一种真菌，可生长在土壤等基物上。该种分布于中国。
瘤突散囊菌是瘤突曲霉（Aspergillus tuberculatus）的有性型。